# François Velle
Pour les articles homonymes, voir Velle.
François Velle, né en 1961, est un scénariste et réalisateur français.
Fils du comédien Louis Velle et de la romancière Frédérique Hébrard, il vit depuis 1999 à Los Angeles en Californie.

## Filmographie
- 1990 : Le Mari de l'ambassadeur (co-scénariste) (réalisation 13 épisodes)
- 1992-1993 : Le Château des Oliviers (co scénariste des 8 épisodes)
- 1995 : Les Allumettes suédoises (co-scénariste des 3 épisodes)
- 1996 : L'Instit - épisode : Demain dès l'aube réalisation
- 1997 : Comme des rois (scénario et réalisation)
- 1997 : Le Grand Bâtre (co-scénariste des 9 épisodes)
- 2002 : New Suit (réalisation)
- 2004-2009 :  Le Tuteur réalisation de 4 épisodes et scénariste sur 7 épisodes.
- 2008 : The Narrows (film) (réalisation)
- 2009-2010 : Le juge est une femme réalisation 4 épisodes.
- 2010 : Les Châtaigniers du désert de Caroline Huppert (co-scénariste)
- 2010-2013 : Bones - Saison 5, 7 & 8 (5 épisodes)[3]
- 2011 :  La Loi selon Bartoli  Episode #2- réalisation
- 2013 : Doc Martin (4 épisodes)
- 2014 : Jusqu'au dernier (mini-série, réalisation des 6 épisodes)
- 2015 : Une chance de trop (réalisation des 6 épisodes)
- 2016 : Caïn, saison #5 (réalisation de 2 épisodes)
- 2016-2017 : Ransom (série, réalisation de 2 épisodes)
- 2018 : Maman a tort (série de 6 épisodes)
- 2019 : Meurtres à Tahiti (téléfilm)
- 2020 : De Gaulle, l’éclat et le secret (mini-série)
- 2022 : L'Abîme (mini-série)
- 2025 : Meurtres aux Marquises (téléfilm)

## Nominations et récompenses
- Nommé à trois reprises aux 7 d'Or :
  - en 1990 pour Le Mari de l'ambassadeur (avec Frédérique Hébrard)
  - en 1993 pour  Le Château des Oliviers (avec Frédérique Hébrard)
  - en 1996 pour Les Allumettes suédoises (avec Bernard Revon)
- 1998 : meilleur scénario pour Comme des rois Fantasporto festival.
- 2002 : meilleur film pour New Suit au Festival international du film de Ft. Lauderdale